# Орден Леніна
Орден Леніна — найвища нагорода СРСР.
Установлений Постановою Президії Центрального Виконавчого Комітету СРСР від 6 квітня 1930 року. Статут ордена установлений Постановою Президії ЦВК СРСР від 5 травня 1930 року.
У Статут ордена і його опис вносилися зміни Постановою ЦВК СРСР від 27 вересня 1934 року, Указами Президії Верховної Ради від 19 червня 1943 року і від 16 грудня 1947 року. Указом Президії Верховної Ради СРСР від 28 березня 1980 року затверджений Статут ордена в новій редакції.

## Статут ордена
Орден Леніна був вищою нагородою СРСР за особливо видатні заслуги в революційному русі, трудовій діяльності, захисті соціалістичної вітчизни, розвитку дружби та співпраці між народами, зміцненні миру й інші особливо видатні заслуги перед Радянською державою та суспільством.
Орденом Леніна нагороджувалися:
- за виняткові досягнення і успіхи в області економічного, науково-технічного і соціально-культурного розвитку радянського суспільства, підвищенні ефективності і якості роботи, за видатні заслуги в зміцненні могутності Радянської держави, братської дружби народів СРСР;
- за особливо важливі заслуги в захисті соціалістичної Вітчизни, зміцненні обороноздатності Союзу РСР;
- за видатну революційну, державну і суспільно-політичну діяльність;
- за особливо важливі заслуги в розвитку дружби і співпраці між народами Радянського Союзу і інших держав;
- за особливо видатні заслуги в зміцненні соціалістичної співдружності, розвитку міжнародного комуністичного, робочого і національно-визвольного руху, в боротьбі за мир, демократію і соціальний прогрес;
- за інші особливо видатні заслуги перед Радянською державою і суспільством.

До нагородження орденом Леніна за трудові заслуги могли бути представлені, як правило, особи, самовіддана праця яких раніше була відмічена іншими орденами. Орден Леніна вручався особам, удостоєним звання Героя Радянського Союзу, звання Героя Соціалістичної Праці, а також містам і фортецям, яким присвоєно відповідно звання «Місто-Герой» і звання «Фортеця-Герой».

## Опис ордена
Орден Леніна є знак, що зображає портрет-медальйон В. І. Леніна з платини, поміщений в круг, обрамлений золотим вінком з колосів пшениці. Темно-сірий емалевий фон навколо портрета-медальйона гладкий і обмежений двома концентричними золотими обідками, між якими прокладена рубіново-червона емаль. На лівій стороні вінка поміщена п'ятипроменева зірка, внизу — серп і молот, справа у верхній частині вінка — розгорнене полотнище червоного прапора. Зірка, серп і молот і прапор покриті рубіново-червоною емаллю і облямовані по контуру золотими обідками. На прапорі напис золотими літерами «ЛЕНИН».
Орден Леніна виготовляється із золота, накладний барельєф В. І. Леніна виконаний з платини. Чистого золота в ордені 28,604±1,1 г, платини — 2,75 грам (на 18 вересня 1975 року). Загальна вага ордена — 33,6±1,75 грам.
Висота ордена 40,5 мм, ширина ордена 38 мм, діаметр портретного медальйона — 25 мм.
Орден за допомогою вушка і кільця сполучений з п'ятикутною колодкою, покритою шовковою муаровою стрічкою шириною 24 мм, посередині стрічки подовжня червона смуга, шириною 16 мм, по краях середньої смуги дві золотисті смужки шириною по 1,5 мм, потім дві червоні смужки по 1,5 мм, і дві золотисті смужки шириною по 1 мм.

## Історія ордена
Орден Леніна — вищий радянський орден, що займає в орденській ієрархії верхній ступінь. Заснований до Другої світової війни, орден Леніна неодноразово видозмінювався. Ідея створення цього ордена була запропонована Левічевим В. М. 8 липня 1926 року. Орден спочатку запропоновано було назвати «Орден Ілліча».
У створенні проекту ордена брали участь художник І. Дубасов і відомий скульптор І. Д. Шадр. Основою для створення рельєфного зображення вождя на знаку ордена стала фотографія Леніна, виконана в 1921 році на III конгресі Комінтерну. У 1934 році роботу по зміні малюнка ордена проводив медальєр Антон Васютинський.

### Перші вручення ордена

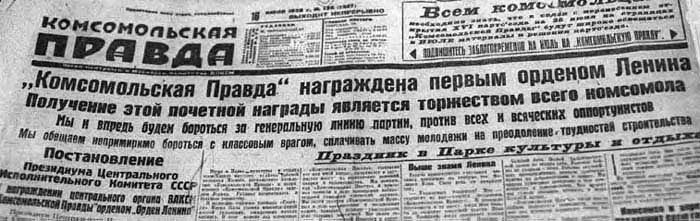
Передовиця про нагородження газети «Комсомольська правда» першим орденом Леніна

Перше нагородження орденом Леніна було проведене Постановою Президії ЦВК від 23 травня 1930 року. Згідно з цією Постановою орденом Леніна № 1 нагороджена газета «Комсомольская правда» за активне сприяння в посиленні темпів соціалістичного будівництва і у зв'язку з п'ятиліттям з дня заснування.
Постановою ЦВК СРСР від 23 листопада 1930 року орденом Леніна був нагороджений Борис Анисимович Ройзенман «в ознаменування виняткових заслуг в справі поліпшення і спрощення державного апарату, пристосування його до завдань розгорненого соціалістичного наступу, в боротьбі з бюрократизмом, безгосподарністю і безвідповідальністю в радянських і господарських організаціях, а також його заслуг по виконанню спеціальних, персоною державної ваги завдань по чищенню державного апарату в закордонних представництвах Союзу РСР».
Одне з перших колективних нагороджень орденом Леніна відбулося згідно з постановою Президії ЦВК СРСР від 28 лютого 1931 року. За особливі заслуги в соціалістичному будівництві були нагороджені начальник головних електротехнічних майстерень Московсько-курської залізниці Сидоров С. С., майстер-висуванець механічних майстерень московського електрозаводу Грачков І. В., слюсар фабрики «Штучне волокно» (Митищі) Високолов А. С. і директор заводу «Самоточка» Паджаев-Баранов І. К.
31 березня 1931 року вийшла Постанова ЦВК СРСР «Про нагородження орденом Леніна об'єднань нафтової промисловості „Азнафта“, „Грознафта“ і окремих працівників нафтової промисловості у зв'язку з виконанням ними п'ятирічного плану в два з половиною роки».
- По «Азнафті» було нагороджено 55 чоловік. Першими в списку стояли прізвища Алі-Нагієва, В. І. Лампера, Амбарцума Саркисова і М. В. Барінова. У числі нагороджених по «Азнафті» під номером п'ять був і Сергій Миронович Кіров, що отримав орден Леніна з номером 52. Під номером сім у списку стояло прізвище Костянтина Андрійовича Румянцева — одного з керівників нафтової промисловості Азербайджану, що отримав орден з номером 160 за уміле керівництво будівництвом нафтопроводу Батумі — Баку і за відновлення нафтових промислів та організацію видобутку нафти у першій п'ятирічці.
- По «Грознафті» були нагороджені 35 співробітників, що особливо відрізнилися, і відкривали список прізвища С. М. Ганшина, Ф. П. Чамрова, О. М. Школяра і І. В. Коссіора.

За самовіддану, швидку і героїчну роботу в справі ліквідації пожежі на майкопських нафтових промислах Постановою Президії ЦВК СРСР від 9 квітня 1931 року орденом Леніна були нагороджені 15 робітників, червоноармійців, командирів, пожежників і осіб адміністративно-технічного персоналу. Ордени отримали особливоуповноважений «Союзнафти» Маміконос (проте в тексті Постанови і в орденській книжці прізвище записане як Маміконянц), інженер Парніцко, заступник уповноваженого «Союзнафти» Ертель, хімік «Майнафти» Акимов, інженер корпусу Калугин, командир роти Копилов, командир відділення Ємельянов, червоноармійці-підривники Євсиков, Кіпров, Бургастер, Артемов, робітник Голубцов, моторист Савицький, пожежники Банников і Плігин. Цього ж дня, 9 квітня, світ побачила ще одна Постанова про нагородження орденом Леніна «Електрозаводу» і працівників цього заводу у зв'язку з виконанням п'ятирічного плану за два з половиною роки. Всього було нагороджено 15 чоловік, зокрема директор заводу Жуков, колишній директор заводу Булганін, інженери прожекторного відділу заводу Собольов і Рябов, майстер корпусу великих трансформаторів Утцаль.
Всього через сім днів — 16 квітня — вийшли ще дві Постанови про нагородження підприємств і їх працівників за виконання п'ятирічного плану за два з половиною роки. Першою Постановою нагороджувався завод «Червона Зоря», а також його директор Іванов і головний інженер Льовієв. Другим Указом нагороджувався завод «Світлана», а також помічниця головного контролера виробництва Алексєєва, робітники Петров і Колесникова.
18 квітня вийшло доповнення до Постанови від 9 квітня (про нагородження тих, що відзначилися при гасінні пожежі на майкопських нафтових промислах). Згідно з цим доповненням орден Леніна отримали ще двоє героїв — І. В. Казанов і Ф. Н. Панін.
Постановою Президії ЦВК СРСР від 17 травня 1931 року орденом Леніна була нагороджена велика група працівників залізничного транспорту та окремих ударників і винахідників інших галузей народного господарства. У числі інших високою нагородою були відмічені артільний староста станції Ясиновата Мишин М. В., машиніст депо станції Зима Томської залізниці Василенко І. Ф. і інструктор по автогальмах Жовтневої залізниці Павлов Н. П.
У числі перших нагороджених орденом Леніна були відомі воєначальники Блюхер В. К., Будьонний С. М., Ворошилов К. Є., Тухачевський М. М., а також герої перших п'ятирічок шахтар Олексій Стаханов, машиніст локомотива Петро Кривонос, трудівники сільського господарства Марія Демченко, Мамлакат Нахангова, Марк Озерний та інші.

### Подальші нагороди
Після встановлення 16 квітня 1934 року звання Героя Радянського Союзу, орден Леніна став вручатися всім, що отримали це почесне звання. Оскільки медаль «Золота Зірка» була установлена лише в 1939 році, орден Леніна був єдиною відзнакою для Героїв Радянського Союзу. Після встановлення Золотої Зірки Героя, разом з нею автоматично продовжував видаватися орден Леніна.
Орден Леніна отримали 95 чоловік, що відзначилися в боях біля озера Хасан (Указ від 25 жовтня 1938 року).
Багато промислових підприємств також було удостоєно вищого ордена країни. Це такі гіганти, як нафтовидобувні об'єднання «Азнафта» і «Грознафта», тракторні заводи в Сталінграді, Харкові і Челябінську, Горьківський і Мінський автозаводи та інші.
У 30-х роках орденами Леніна нагороджувалися військові частини і підрозділи. У 1932 році орденом Леніна нагороджена 25-а стрілецька дивізія імені В. І. Чапаєва «за героїчні подвиги в соціалістичному будівництві і відмінні успіхи в бойовій і політичній підготовці». Цього ж року орденом Леніна нагороджена 23-а стрілецька дивізія «за активну участь в будівництві ХТЗ (Харківський тракторний завод) і трудовий героїзм особового складу».
1934 року орденом Леніна нагороджена 30-та Іркутська імені ВЦВК стрілецька дивізія. Орден до прапора дивізії прикріпив особисто Михайло Калінін.
1935 року орденом Леніна була нагороджена 44-а кавалерійська дивізія першої кінної армії. Георгій Жуков, що командував тоді 44-й кавдивізією, також був нагороджений орденом Леніна.
У 1935—1936 роках орденами Леніна були нагороджені 1-а, 45-а, 51-а, 80-а, 96-а й інші дивізії.
За участь в розгромі японських підрозділів на річці Халхин-Гол літом 1939 року орденами Леніна були нагороджені 36-а мотострілецька дивізія комбрига Петрова, 11-а танкова бригада комбрига Яковлєва, 7-а мотоброньова бригада майора Лісового, 100-а швидкісна бомбардувальна авіаційна бригада полковника Шевченка, 24-й мотострілецький полк полковника Федюнінського, 175-й артилерійський полк полковника Полянського, окремий протитанковий дивізіон 36-ї мотострілецької дивізії і окрема танкова рота спеціального призначення.
До війни орденів Леніна були удостоєні Військово-повітряна інженерна академія імені М. Є. Жуковського і Військова академія імені М. В. Фрунзе.
Усього до німецько-радянської війни кавалерами ордена Леніна стали близько 6500 чоловік (включаючи Героїв Радянського Союзу і Героїв Соціалістичної Праці).

### Нагороди у війну
22 червня 1941 року розпочалася німецько-радянська війна. Першими, хто надав відсіч агресорам, були прикордонники. Воїни 98-го прикордонного загону політрук Бабенко Ф. Т. (8-а застава) і лейтенант Гусєв Ф. І. (командир 9-ї застави) одними з перших здійснили подвиги, згодом відмічені орденами Леніна.
У серпні — вересні 1941 року відзначився в боях при обороні Києва екіпаж канонерського човна «Вірний» (Дніпровський загін Пінської військової флотилії). Екіпаж канонерки зруйнував Печкинській міст і зірвав переправу німецьких військ на окуніновський плацдарм. При виконанні завдання загинули командир корабля старший лейтенант Терьохін А. Ф. і боцман старшина І статті Щербина Л. С. Обох героїв посмертно нагороджено орденами Леніна.
Орденом Леніна нагороджувалися в роки війни і військово-навчальні заклади за підготовку командних кадрів. Наприклад, 1-е Київське Червонопрапорне артилерійське училище імені С. М. Кірова у травні 1945 року удостоєно ордена Леніна. За роки німецько-радянської війни училище підготувало понад 6 тисяч офіцерів.
У роки німецько-радянської війни орденом Леніна здійснено понад 41 тисяч нагороджень, зокрема 36 тисяч військовослужбовців і партизанів, які виявили мужність і героїзм у боротьбі з ворогом та 207 військових підрозділів.

### Повоєнні нагороди
Починаючи з 4 червня 1944 року і до 14 вересня 1957 року, орден Леніна вручався офіцерам за вислугу років (25 років бездоганної служби). Також, з початку 50-х років орден Леніна могли отримати і цивільні особи за довготривалу і плідну працю. Це спричинило те, що за останні 40 років існування СРСР орден Леніна був вручений більше 360 тисяч разів.
Орденом Леніна нагороджувалися практично всі радянські керівники вищого рангу. Багато із зарубіжних діячів комуністичного руху, таких як Георгій Дімітров (Болгарія), Густав Гусак (Чехословаччина), Янош Кадар (Угорщина), Долорес Ібаррурі (Іспанія), Хо Ші Мін (В'єтнам), Вальтер Ульбріхт (НДР), Фідель Кастро (Куба) та інші, отримали орден Леніна.
Орденом Леніна нагороджувалися всі Радянські республіки, причому деякі неодноразово. Так три ордени Леніна мали Азербайджанська РСР (1935, 1964, 1980 рр.), Вірменська РСР (1958, 1968, 1978 рр.), Казахська РСР (1956, 1979, 1982 рр.), Узбецька РСР (1939, 1956, 1980 рр.).
Двадцять автономних республік, 8 автономних областей, 6 країв, більше 100 областей і деяких міст нагороджено орденом Леніна. По два ордени Леніна мають Москва (1947, 1965 рр.), Ленінград (1945, 1957 рр.), Київ (1954, 1961 рр.) і деякі інші міста. Московська область має три ордени Леніна (1934, 1956, 1966 рр.).
Більше 380 промислових і будівельних підприємств і близько 180 сільськогосподарських підприємств і організацій удостоїлися цієї нагороди. Багато підприємств нагороджувалися орденом Леніна неодноразово. Наприклад, трьома орденами Леніна нагороджений Московський автомобільний завод ім. Ліхачова — ЗІЛ (1942, 1949, 1971 рр.).
Найбільшим об'єднанням військових частин, відмічених цим орденом, був Московський ордена Леніна військовий округ.
9 серпня 1959 року Київський державний університет ім. Т. Г. Шевченка отримав Орден Леніна
Указом Президії Верховної Ради СРСР від 21 лютого 1972 року орденом Леніна № 401149 нагороджений Державний Історичний музей (місто Москва) «за велику роботу по комуністичному вихованню трудящих, значний внесок у розвиток історичної науки і у зв'язку з 100-літтям з дня заснування».
Ленінський комсомол був нагороджений трьома орденами Леніна.

### Останні нагороди
Останнім спортсменом, нагородженим орденом Леніна, став заслужений майстер спорту Володимир Олександрович Каратаєв. Він був удостоєний високої нагороди за організацію і участь в експедиції по сходженню на вершину Лхоцзе по Південній стіні в Непалі.
Одні з останніх орденів Леніна в історії СРСР були вручені Указом Президента СРСР Арону Піневічу Шапіро — Генеральному директорові ВО «Бурятмеблі» (за вдосконалення меблево-деревообробного виробництва) і Умірзаку Махмутовічу Султангазіну — Президентові Академії наук Казахстану (за використання досягнень в космосі на користь народного господарства і активну участь в підготовці і здійсненні польоту космічного корабля «Союз ТМ-13» з міжнародним екіпажем на борту).
Останнім в історії кавалером ордена Леніна став водолазний спеціаліст капітан III рангу Леонід Михайлович Солодков, якому Указом Президента СРСР №УП-3158 від 24 грудня 1991 року «за успішне виконання спеціального завдання командування і проявлені при цьому мужність та героїзм» були присвоєні звання Героя Радянського Союзу з врученням медалі «Золота Зірка» № 11664 та ордена Леніна № 460776.
За станом на 1 січня 1995 року було здійснено 431 417 нагороджень орденом Леніна. З урахуванням одного нагородження, зробленого в 1996 році, загальне число нагороджень орденом Леніна склало 431 418.

### Рекордсмени
Низка радянських військовослужбовців вищого рангу були нагороджені орденом Леніна кілька разів. Так, вісім орденів Леніна мали Маршали Радянського Союзу Баграмян І. Х., Брежнєв Л. І., Будьонний С. М., Василевський О. М., Соколовський В. Д., генерал армії Батов П. І., академіки Туполєв А. М., Лисенко Т. Д., Ільюшин С. В., голова Ради Міністрів СРСР Тихонов М. О.
Дев'ять орденів Леніна мали Маршал Радянського Союзу Чуйков В. І., полярник Папанін І. Д., генерал-полковники-інженери Дементьєв П. В. (міністр авіаційної промисловості) і Рябіков В. М. (1-й заступник голови Держплану СРСР).
Десять орденів Леніна прикрашали груди академіка Александрова А. П. і авіаконструктора Яковлєва О. С.
Рекордсменами за кількістю нагороджень стали Дмитро Федорович Устинов (Маршал Радянського Союзу) та Микола Семенович Патоличев (міністр зовнішньої торгівлі СРСР з 1958 до 1985 року), які мали по 11 орденів.